# Яковлєв Сергій Сергійович (дерматолог)
Сергі́й Сергі́йович Я́ковлєв (* 1855 — † 1933) — професор, доктор медичних наук, дерматолог, завідувач кафедри Новоросійського університету.

## Життєпис
1879 року закінчив Петербурзьку Медико-хірургічну академію, у 1884 року працював ординатором, згодом асистентом професора В. М. Тарновського.
1892 роком — доктор медичних наук, дисертація «Матеріали до азотистого метаморфозу сифілітиків у період висипу».
З 1900 року — приват-доцент Медико-хірургічної академії, читав курс «Гонорея та її ускладнення».
В Новоросійському університеті з 1908 року працює професором кафедри шкірних та венеричних хвороб.
У 1909 році — серед засновників Новоросійських вищих медичних жіночих курсів, на яких викладав до злиття курсів в 1920 році з медичним інститутом.
Протягом 1915—1920 років штат кафедри розширявся — асистентом працював В. І. Нікіфоров, ординаторами А. Г. Гаврилова, В. А. Грінчевський, С. Д. Захаров, К. П. Колишкіна, А. Н. Павлов, А. І. Хаджі, Ш. З. Юхневич.
В 1927 році за його ініціативи організовано одеський міський шкірно-венерологічний диспансер на 50 ліжок.
Є автором більше 30 наукових праць. Першим загострив увагу лікарів на значенні хронічного простатиту при лікуванні гонореї.
Першим в царській Росії узагальнює результати своїх досліджень щодо застосування сальварсану при лікуванні сифілісу.
Особливу увагу звертав на дослідження на кафедрі особливостей перебігу сифілісу — учні І. С. Нейман, В. І. Нікіфоров,
- казуїстиці та терапії деяких шкірних захворювань.

Входив до складу редакційної колегії журналу «Російський вісник дерматології», редактор відділу шкірних та венеричних хвороб «Великої медичної енциклопедії».
Двадцять років був головою Одеського дерматологічного товариства.

## Джерело
- Історія кафедри